# Aglaoschema tarnieri
Aglaoschema tarnieri là một loài bọ cánh cứng trong họ Cerambycidae.